# Egipsko-Japoński Uniwersytet Naukowo-Techniczny
Egipsko-Japoński Uniwersytet Naukowo-Techniczny – egipski uniwersytet badawczy ustanowiony we współpracy między rządami Japonii i Egiptu w 2010 roku. Znajduje się w Burdż al-Arab al-Dżadida w Egipcie.